# Форрест Гамп
«Фо́ррест Гамп» (англ. Forrest Gump) — комедийная драма 1994 года, девятый полнометражный фильм режиссёра Роберта Земекиса. Поставлен по одноимённому роману Уинстона Грума (1986), вышел на экраны 6 июля 1994 года. Наиболее успешный фильм режиссёра как среди зрителей (первое место по сборам), так и среди критиков и профессиональных кинематографистов (38 наград по всему миру, включая 6 премий «Оскар»).
В центре действия фильма находится главный герой — Форрест Гамп (созвучно с англ. forest gump, то есть «лесной болван») из вымышленного города Гринбоу (штат Алабама). По сюжету, умственно отсталого Гампа жизнь как птичье пёрышко проносит через важнейшие события американской истории второй половины XX века. Впрочем, он не теряется, и благодаря своим спортивным способностям, дружелюбному характеру, а также привитой матерью необыкновенной жизнестойкости совершает военный подвиг, добивается «американской мечты» и невольно оказывает влияние на политику и популярную культуру США.

## Сюжет
Фильм начинается с полёта пёрышка, которое опускается с неба к ногам взрослого Форреста, сидящего на автобусной остановке в городе, куда он приехал в ответ на письмо смертельно больной возлюбленной. Заканчивается фильм обратной сценой — пёрышко поднимается в воздух от ног Форреста, посадившего своего сына на школьный автобус, на остановке недалеко от его дома.
1981 год. Форрест Гамп (Том Хэнкс) сидит на скамейке на остановке автобуса в городе Саванна, штат Джорджия. Он рассказывает историю своей жизни прохожим, которые садятся рядом с ним на скамейку в ожидании транспорта.
Форрест (в детстве его играет Майкл Коннер Хэмпфри) растёт в городе Гринбоу, штат Алабама. Его воспитывает мать‑одиночка (Салли Филд). У маленького Форреста проблемы со спиной, и поэтому он вынужден носить специальные растягивающие скобы на ногах. Кроме того, его IQ составляет всего 75 баллов, что недостаточно для поступления в обычную школу (по современной американской медицинской классификации это считается пограничной умственной отсталостью, границы IQ которой от 70 до 85). Мать Форреста соглашается заняться сексом с директором школы в своём же доме ради того, чтобы её сына приняли на обучение.
Миссис Гамп зарабатывает тем, что сдаёт комнаты их большого дома в аренду. Однажды у них на время останавливается молодой Элвис Пресли. После общения с Форрестом Элвис перенимает у него ставшую знаменитой манеру раскачивать бёдрами. Позднее Форрест и его мать видят по телевизору на витрине магазина выступление Элвиса Пресли, исполняющего песню «Hound Dog».
В школьном автобусе он знакомится с Дженни Каррен (в детстве её играет Ханна Холл), и она становится единственным близким человеком в детстве Форреста. Дженни и её сёстры после смерти матери живут с отцом – мелким фермером, злоупотребляющим алкоголем. Из-за его грубого поведения и домогательств девочка не хочет возвращаться домой и старается подольше задерживаться у Форреста. Однажды пьяный отец гонится по кукурузному полю за избитой Дженни и Форрестом. Дети прячутся в зарослях кукурузы, и Дженни молится о том, чтобы Бог сделал её птичкой и она «могла улететь далеко отсюда». Позже её отца забирает полиция, и Дженни переезжает к бабушке, которая живёт недалеко от дома Форреста.
Форрест избавляется от скоб на ногах в начальной школе — они ломаются, когда тот убегает от преследующих его хулиганов. С тех пор, куда бы Форрест ни направлялся, он делал это бегом. Когда в выпускном классе за ним снова увязывается погоня, Форрест случайно забегает на стадион, где проходит игра в американский футбол. Тренер Пол Брайант замечает удивительную скорость бега Гампа и берёт его в команду Алабамского университета. Так Форрест становится студентом. Благодаря своей скорости он выступает за футбольную команду университета настолько успешно, что попадает в число лучших спортсменов-любителей США, которых принимает президент Кеннеди.
После окончания университета Гампа призывают в армию. В учебном лагере он знакомится с Бенджамином Баффардом Блю по прозвищу «Бабба» (Майкелти Уильямсон). Они становятся друзьями. Бабба уговаривает Форреста заняться ловлей креветок по возвращении домой. Их обоих отправляют на войну во Вьетнам, и там они попадают во взвод лейтенанта Дэна Тэйлора (Гэри Синиз).
В течение некоторого времени Форрест находится во Вьетнаме и пишет письма Дженни. Затем его взвод попадает в засаду партизан; Гамп спасает половину взвода, вынеся раненых с поля боя (в том числе и лейтенанта Дэна, которому впоследствии ампутируют ноги), однако Бабба погибает. Форрест сам получает ранение в ягодицу, из-за чего оказывается в госпитале и уже с тех пор не возвращается на поле боя. В США он получает из рук президента Линдона Джонсона Медаль почёта, высшую военную награду страны. Президент интересуется, какое ранение он получил, и Форрест оголяет перед ним свою «пятую точку», на что тот лишь отшучивается.
Гуляя после награждения по Вашингтону, Форрест случайно попадает на антивоенный митинг, где Эбби Хоффман призывает его произнести речь. Из-за технических неполадок, устроенных силовыми структурами, из всей речи Форреста слышно только начало и конец. На митинге Форрест снова встречает Дженни, которая стала хиппи и связалась с ультралевыми движениями. Они некоторое время проводят вместе, после чего Дженни уезжает.
В армии же после ранения Форрест начинает играть в настольный теннис, к которому обнаруживает большой талант, и отправляется на международный турнир в Китай, в котором побеждает.
В Нью-Йорке после участия в программе Дика Кэвита вместе с Джоном Ленноном (обыгрывается рождение текста песни «Imagine») Форрест встречается с лейтенантом Дэном. Лейтенант страдает от вьетнамского синдрома: потеряв ноги, Ден, по его словам, «тренирует руки», поднимая бутылки со спиртными напитками, и ведёт распутный образ жизни. Он не высказывает благодарности Форресту за спасение жизни, а, напротив, винит его за то, что тот не дал лейтенанту умереть на поле боя. Тэйлор был уверен, что такова его судьба — его предки от прапрадеда до отца участвовали во всех войнах США и неизменно погибали на полях сражения. Но Гамп своей добродетелью прервал эту славную традицию, вместо него стал героем войны, которого чествуют и показывают по телевидению, а лейтенант — простой инвалид, пропивающий пенсию. Дэн подвергает насмешке намерение Форреста купить судно для ловли креветок и заявляет, что если Гамп станет капитаном корабля, то он, лейтенант Дэн, будет у него матросом.
В тот же вечер, в канун Нового года, Дэн встретил двух лёгких на подъём знакомых девушек и позвал их к себе в квартиру отметить праздник. Одна из них пытается соблазнить Форреста, но тот противится, после чего та называет его дураком, и лейтенант без разговоров выгоняет их обеих. Сослуживцы наконец мирятся.
Членов команды по пинг-понгу чествует в Белом доме новый президент — Ричард Никсон. Президент распоряжается поселить гостей в Уотергейте, где Форрест, разбуженный ночью бликами фонариков в окнах соседнего с его номером офиса, просит охрану проверить, что там творится, и невольно провоцирует этим скандал, послуживший причиной отставки Никсона. Вскоре Гампа увольняют из армии.
После демобилизации Гамп по настоянию матери заключает контракт с производителем ракеток для настольного тенниса, что приносит ему достаточный доход для занятия промыслом креветок. Форрест покупает небольшое судно, называет его «Дженни» и исполняет план, который долго и тщательно рассказывал ему Бабба. Лейтенант Дэн, узнав об этом из письма Форреста, сдерживает своё обещание и становится матросом у Гампа. Морской воздух и труд идут на пользу Дэну — он излечивается от хандры и безудержного пьянства.
Сначала дела идут плохо: запас креветок в море оказался исчерпан неумеренным выловом многочисленных рыбаков. Но налетевший в 1974 году ураган «Кармен» разрушил всё южное побережье США и разбил о причалы промысловые суда и яхты, стоявшие на приколе. Форрест и Дэн, не слышав прогноз погоды, отправились в плавание и попали в самый шторм. Пережив бурю далеко от берега, единственное уцелевшее судно «Дженни» возвращается в снесённый порт. Но вскоре после урагана в море появилось множество креветок, которых оказалось некому ловить. Форрест с лейтенантом превращаются в монополистов, быстро богатеют и покупают ещё несколько судов. Со временем лейтенант Дэн понимает, что Форрест поступил правильно, когда спас его, но благодарить приятеля по-прежнему отказывается. Создав креветочную корпорацию, друзья отходят от дел, а лейтенант Дэн находит в себе талант финансиста.
Узнав о том, что его мать серьёзно больна, Форрест срочно приезжает в родной дом. После её смерти от рака он решает остаться в Гринбоу и начинает бесплатно подстригать газоны. Гамп полностью доверяется своему помощнику в финансовых делах, и лейтенант Дэн удачным вложением средств «в какую-то фруктовую компанию» — на самом деле в молодую компьютерную компанию Apple — обеспечивает им обоим безбедное существование. Так как Форресту в силу особенностей характера не нужно много денег, он жертвует средства на строительство церкви и медицинского центра, а также переводит солидную сумму семье Баббы, чтобы она ни в чём не нуждалась.
Внезапно осуществляется мечта Форреста: к нему приезжает Дженни. Некоторое время они живут вместе как в детстве. Дженни учит Форреста танцевать, дарит ему спортивные кроссовки для бега. Форрест предлагает Дженни поженится, заверяя её, что станет для неё хорошим мужем. Она отвергает женитьбу, однако приходит к нему в спальню и остаётся на ночь. На следующее утро, не попрощавшись, Дженни снова сбегает.

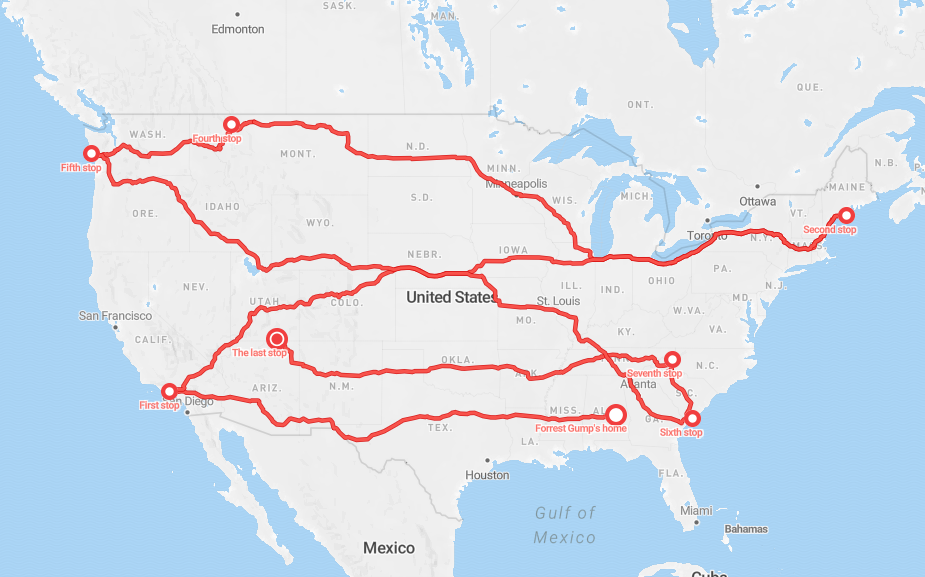
Карта забега Форреста Гампа (интерактивная карта)

Отчаявшийся Гамп надевает подаренные Дженни кроссовки и решает пробежаться. Эта пробежка переходит в длительный забег по штатам США. В течение более чем трёх лет он пересекает страну несколько раз от побережья к побережью, привлекая много последователей, популяризируя бег трусцой и становясь знаменитым. Во время своего бега по Америке Форрест придумывает слоган «Shit happens», а также подсказывает идею логотипа «Smiley Face». Неожиданно остановившись в пустыне посреди трассы, он сообщает соучастникам забега: «Я очень устал, я иду домой», — и пешком возвращается домой, оставив своих поклонников в недоумении.
На этом рассказ Форреста, сидящего на скамейке, заканчивается. Своей последней слушательнице он говорит, что Дженни, увидев его по телевизору, прислала ему письмо с предложением встретиться и поговорить, из-за которого он и приехал в Саванну. Форрест находит квартиру Дженни, в которой она живёт с маленьким сыном. Мальчик — сын Форреста, названный в его же честь. Форрест спрашивает, является ли тот таким же слабоумным, как он сам, на что Дженни отвечает, что их сын самый умный среди сверстников.
Дженни говорит Гампу, что заражена неким вирусом, лечения против которого нет. Втроём они возвращаются в Гринбоу. Дженни предлагает Форресту пожениться, и он соглашается. На свадьбу приезжает лейтенант Дэн со своей невестой-вьетнамкой. У лейтенанта, как выразился Форрест, «выросли новые ноги» — титановые протезы, и он снова может ходить. Через некоторое время Дженни умирает от заболевания, вызванного вирусом (подразумевается СПИД). Форрест хоронит её под тем самым деревом, на котором они играли в детстве.
В последней сцене фильма Форрест и его сын ждут школьный автобус, который должен отвезти мальчика в школу. Автобус приезжает, и Форрест говорит сыну, что любит его и будет ждать его на этом же месте. Форрест-младший отвечает, что тоже любит его и взбирается по ступенькам в автобус.
Особым приёмом, применённым в фильме, является непосредственное участие Форреста в реальных исторических событиях и его знакомство с некоторыми историческими лицами. Есть сообщения, что на этом настоял сам Том Хэнкс, потребовавший, чтобы реальные исторические события оставались в фильме неизменёнными.

## Команда
- Режиссёр: Роберт Земекис
- Продюсеры: Венди Файнерман[англ.], Стив Старки, Стив Тиш[англ.], Чарльз Ньюирт[англ.] (сопродюсер)
- Исполнительный продюсер: Пьер Спенглер
- Автор сценария: Эрик Рот (по роману Уинстона Грума)
- Композитор: Алан Сильвестри
- Оператор: Дон Бёрджесс
- Художник: Рик Картер
- Монтаж: Артур Шмидт
- Художник по костюмам: Джоанна Джонстон
- Супервайзер по спецэффектам: Кен Ралстон

### В ролях
| Актёр                | Роль                                                       |
| -------------------- | ---------------------------------------------------------- |
| Том Хэнкс            | Форрест Гамп                                               |
| Робин Райт           | Дженни Каррен                                              |
| Гэри Синиз           | лейтенант Дэн Тейлор                                       |
| Салли Филд           | миссис Гамп                                                |
| Майкелти Уильямсон   | Бенжамин Бьюфорд Блю «Бабба»                               |
| Хэйли Джоэл Осмент   | Форрест Гамп-младший                                       |
| Майкл Коннер Хэмпфри | Форрест Гамп в детстве                                     |
| Ханна Холл           | Дженни в детстве                                           |
| Сэм Андерсон         | директор Хэнкок                                            |
| Шивон Фэллон         | Дороти Харрис, водитель школьного автобуса                 |
| Афело Омилами        | сержант-инструктор                                         |
| Ричард Д’Алессандро  | Эбби Хоффман                                               |
| Джеффри Блейк        | Уэсли (организатор из студентов демократического общества) |
| Тиффани Салерно      | Карла, девушка в баре                                      |
| Марла Сухаретса      | Ленора, девушка в баре                                     |
| Дик Кэвитт           | в роли самого себя                                         |
| Питер Добсон         | Элвис Пресли                                               |
| Курт Рассел          | Элвис Пресли (озвучивание)                                 |
| Джед Гиллин          | Джон Фицджералд Кеннеди, президент США (озвучивание)       |
| Джон Уильям Гэлт     | Линдон Джонсон, президент США (озвучивание)                |
| Джо Стефанелли       | Джон Леннон (озвучивание)                                  |
| Джо Аласки           | Ричард Никсон, президент США (озвучивание)                 |

## История создания

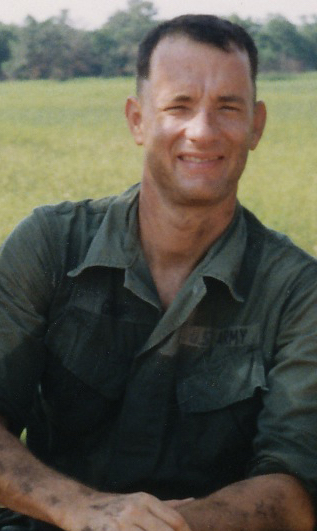
Том Хэнкс, исполнитель главной роли, на съёмочной площадке фильма, 1993 год

Продюсер Венди Финерман обратила внимание на роман Грума вскоре после его публикации. Возможность экранизации романа рассматривалась кинокомпанией Warner Bros., но после успеха фильма «Человек дождя» (1988) там посчитали такой проект коммерчески невыгодным и отказались от него в пользу «Приказано уничтожить» (фильм вышел на экраны в 1996 году). Права на экранизацию были куплены Paramount Pictures, однако и там коммерческий потенциал фильма оказался недооценённым.
Через несколько лет был найден сценарист для проекта — Эрик Рот, который переработал роман в киносценарий. В качестве кандидатов на место режиссёра рассматривались Терри Гиллиам и Барри Зонненфельд, но оба отказались, хотя Зонненфельд внёс значительный вклад в фильм.
Когда Роберту Земекису было предложено заняться картиной, то решающим фактором, повлиявшим на его решение согласиться, был сценарий Рота. Земекис ознакомился с текстом романа уже впоследствии.
В качестве кандидатов на главную роль рассматривались Билл Мюррей, Джон Траволта и Чеви Чейз, кандидатура Тома Хэнкса, в итоге утверждённая, была предложена Барри Зонненфельдом.
Роль Баббы могли сыграть Дэвид Алан Грир и Айс Кьюб. Утверждён был Майкелти Уильямсон.

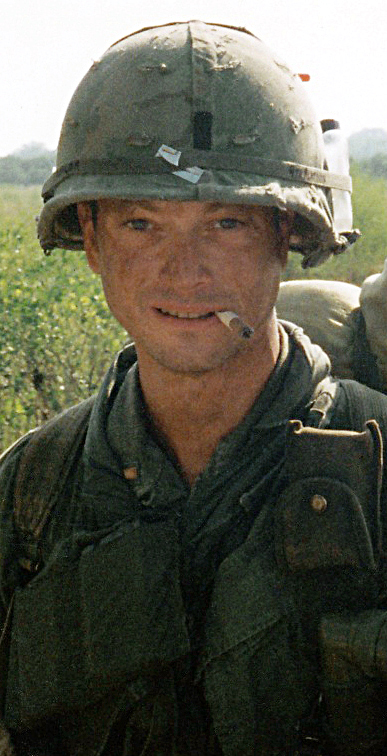
Гэри Синиз (лейтенант Дэн) на съёмочной площадке фильма

Самыми именитыми актёрами в «Форресте Гампе» были Том Хэнкс, который к началу работы над фильмом уже был лауреатом «Золотого глобуса», а в 1994 году, но ещё до выхода фильма, выиграл ещё один «Золотой глобус» и «Оскар» за роль в фильме «Филадельфия», а также Салли Филд, обладательница двух премий «Оскар» и приза за лучшую женскую роль Каннского кинофестиваля.
Робин Райт Пенн (тогда ещё известная как Робин Райт) была обладательницей только одной награды «Дайджест мыльных опер» в 1988 году за роль Келли Кэпвелл в мыльной опере «Санта-Барбара», хотя уже была известна в Голливуде после роли в фильме «Принцесса невеста» (1987). Тем не менее высшей точкой карьеры актрисы стал именно «Форрест Гамп».
Гэри Синиз до «Форреста Гампа» снялся только в нескольких телесериалах и низкобюджетных фильмах и работал как режиссёр. Роль лейтенанта Дэна стала «визитной карточкой» актёра: некоторыми он даже отождествлялся со своим персонажем. Синиз — фронтмен группы Lt. Dan Band («Группа лейтенанта Дэна»), названной в честь героя. Важнейшей вехой в карьере стал «Форрест Гамп» и для Майкелти Уильямсона, сыгравшего рядового Баббу Блю.
Съёмки проходили с 27 августа по 9 декабря 1993 года. Интерьерные сцены были сняты в Лос-Анджелесе, натурные съёмки, в основном, проходили в Южной Каролине. Вымышленный город Гринбоу, Алабама снят в Варнвилле, Южная Каролина; школа Форреста — в Уолтерборо. Даже для вьетнамских сцен натурой послужили острова Хантинг и Фрипп, также находящиеся в составе этого штата. Тем не менее все университетские сцены снимались в Университете Южной Калифорнии, скамейка же, сидя на которой, Гамп рассказывает историю своей жизни, была установлена в Саванне, штат Джорджия, а сейчас экспонируется в местном краеведческом музее. Кроме того, некоторые эпизоды (связанные с перемещениями главного героя по США) были сняты в Вашингтоне, штатах Аризона, Монтана и Мэн.
Спецэффектами занималась команда во главе с Кеном Ралстоном, представлявшая компанию Industrial Light & Magic. С помощью компьютерных технологий удалось вклеить актёра Тома Хэнкса в кадры кинохроник рядом с историческими фигурами. Единственное историческое лицо, присутствие которого в фильме оказалось возможно благодаря не архивным кадрам, а согласию его сыграть самого себя, — телеведущий Дик Кэветт, который берёт интервью у Форреста и Джона Леннона в 1970-е годы. Кэветт был загримирован для того, чтобы выглядеть на двадцать лет моложе. Кроме того, компьютерная графика была применена и в сценах, где появляется лейтенант Дэн после того, как ему ампутировали ноги (при съёмках этих кадров ноги актёра были обёрнуты синим пледом, а потом их изображение было вырезано при помощи компьютера), а также в сцене антивоенного митинга в Вашингтоне. В сценах игры в настольный теннис мяч для игры не настоящий, его дорисовали при помощи компьютерной графики таким образом, чтобы он всегда попадал в ракетку.
В 2001 году Эрик Рот написал сценарий сиквела фильма. Он был основан на продолжении романа, написанном Грумом и озаглавленном Gump and Co. Сценарий начинался с того, как Форрест Гамп сидит на скамейке, дожидаясь своего сына, который должен вернуться из школы. После террористических атак 11 сентября Рот, Земекис и Хэнкс сообща решили, что нужно всё оставить так, как оно есть, так как мир слишком изменился.
В марте 2019 года индийская киностудия Aamir Khan Films выкупила у Paramount права на фильм для создания ремейка. Начало съемок было запланировано на октябрь того же года. Режиссёром картины станет Адваит Чандан.

## Отличия от романа
Фильм заметно отличается от книги, на которой основан. Кроме отличий в фабуле, важным является то, что в фильме другим представлен характер заглавного персонажа. Кроме того, роман гораздо циничнее фильма и скорее тяготеет к сатире.
В романе Грума Форрест Гамп не так невинен, как в фильме: он употребляет наркотики и занимается сексом; в экранизации всё это перенесено в образ Дженни. Кроме того, он не слабоумен, а является савантом (гениален в математике, отлично играет в шахматы и на гармонике). Гамп из романа в некотором роде является персонажем, подобным солдату Швейку.
В фильм не вошло множество событий, таких как спасение утопающего Мао Цзэдуна, игра в музыкальной группе вместе с Джейн, полет в космос с первой американской женщиной-астронавтом и обезьяной, их последующая жизнь в племени каннибалов в Новой Гвинее и т. п.

## Саундтрек
Оригинальная музыка для фильма была написана Аланом Сильвестри. 28 июня 1994 года она была выпущена лейблом «Epic Records».
Также саундтрек включает почти 50 композиций эпохи 1950-х—1980-х. Бо́льшая их часть была выпущена на двух дисках и разошлась в 12 миллионах копий, войдя в число ста наиболее продаваемых альбомов США всех времён.

## История проката
Премьерный показ «Форреста Гампа» состоялся в Лос-Анджелесе 23 июня 1994 года. В американский прокат картина вышла 6 июля, в кинотеатрах других стран мира её можно было видеть начиная с осени того же года.

### Даты премьер
Даты премьер приведены в соответствии с данными IMDb.
- США — 6 июля 1994 (премьерный показ — 23 июня)
- Нидерланды — 22 сентября 1994
- Испания — 23 сентября 1994
- Израиль — 30 сентября 1994
- Норвегия — 30 сентября 1994
- Франция — 5 октября 1994
- Аргентина — 6 октября 1994
- Италия — 6 октября 1994
- Великобритания — 7 октября 1994
- Дания — 7 октября 1994
- Финляндия — 7 октября 1994
- Германия — 13 октября 1994
- Австрия — 14 октября 1994
- Швеция — 14 октября 1994
- Республика Корея — 15 октября 1994
- Словакия — 20 октября 1994
- Чехия — 20 октября 1994
- Филиппины — 26 октября 1994
- Польша — 4 ноября 1994
- Австралия — 17 ноября 1994
- Гонконг — 15 декабря 1994
- Эстония — 27 января 1995
- Япония — 18 февраля 1995
- Россия — 13 февраля 2002[41]

### Кассовые сборы
Выйдя в американский прокат 6 июля на более чем полутора тысячах экранов, в первые же выходные фильм собрал около 24 с половиной миллионов долларов. По результатам 1994 года «Форрест Гамп» занял первое место по сборам в США и Финляндии, а также второе место в мире. Всего в США фильм получил почти 330 миллионов долларов. В общем рейтинге самых кассовых фильмов американского проката за все времена лента находится на 26-м месте. Тем не менее было объявлено об убыточности фильма (убыток 60 млн долларов), и автор романа о Форресте Гампе Уинстон Грум не получил премии в 3 % с чистой прибыли.

## Реакция критиков и зрителей
Бо́льшая часть критиков восприняла фильм положительно. Его рейтинг на сайте Rotten Tomatoes составляет 72 %, а среди наиболее авторитетных критиков — 82 %. Фильм был немедленно причислен к классике голливудского кино в одном ряду с «Харви» и «Человеком дождя». Также «Форрест Гамп» занимает 11 место в списке «250 лучших фильмов по версии IMDb».
Критики сразу заговорили о том, что Том Хэнкс может второй год подряд (после своего успеха в «Филадельфии») стать обладателем «Оскара» за лучшую мужскую роль.
Многие критики обратили внимание на особенное настроение, которое создаётся в фильме и которое стало одной из главных причин успеха. Мир, показанный глазами слабоумного героя, оказывается удивительно светлым. Обращает на себя внимание тот факт, что в фильме почти нет отрицательных персонажей, за исключением нескольких эпизодических. Сам же главный герой показан как современный Кандид, остающийся оптимистом в любой ситуации; один из основных посылов фильма — никогда не сдаваться, если ты не знаешь, что ждёт тебя впереди. По отношению к «Форресту Гампу» неоднократно использовался эпитет «волшебный».
Апологетический отзыв «Форрест Гамп» получил в рецензии трёх авторов журнала Time — Ричарда Корлисса, Жюли Грейс и Марты Смилджис. Особо выделив Тома Хэнкса, авторы рецензии пишут о «множестве талантливых людей с обеих сторон камеры». Менее чем через месяц после выхода «Форреста Гампа» в прокат они называют фильм уже состоявшейся легендой Голливуда. Совершенно невинный и почти всемогущий (так как он заметно повлиял на историю и культуру) Форрест видится авторам идеальным гуру для «нервных девяностых».
Влиятельный критик Роджер Эберт в Chicago Suntimes тоже дал фильму положительный отзыв, выставив оценку в четыре звезды (из четырёх возможных). Признавшись, что никогда не видел такого фильма, как «Форрест Гамп», Эберт пишет, что своей попыткой описать его он рискует создать впечатление, что фильм более обыкновенный, чем он есть на самом деле.
В целом положительная рецензия Тодда Маккарти уже допускает некоторую критику: автор отзыва указывает на некоторые недостатки сценария, в частности, на неправдоподобную, по его мнению, любовную линию.
Скорее отрицательное впечатление фильм произвёл на Джанет Мэслин из крупнейшей газеты США New York Times и на Дэвида Энсена из Newsweek. Первая указывает на то, что режиссёр чересчур увлекается спецэффектами, а также на перегруженность саундтрека. За обилием музыки, ярких костюмов и спецэффектов, по мнению Мэслин, теряется повествовательная линия фильма. Ещё одна претензия автора статьи — несоответствие оригинальному тексту Уинстона Грума. Тем не менее Хэнксу удалось, по мнению критика, не скатиться в ту тональность, к которой стремится фильм (в этой связи в статье он сравнивается с «Поллианной», классическим произведением американской детской литературы). Энсен тоже подвергает критике излишнюю сентиментальность ленты, говоря, что она призвана выжимать у зрителя слёзы. Он также обращает внимание на неправдоподобность любовной линии.
Доказательством популярности картины у зрителей служат его кассовые сборы. «Форрест Гамп» собрал в американском прокате около 330 миллионов долларов — больше, чем любой другой фильм в 1994 году, в мировом же прокате занял второе место (после мультфильма «Король Лев») с результатом в 677 миллионов. Такой результат был неожиданным для создателей фильма. Шерри Лансинг, возглавлявшая тогда Paramount Pictures, ожидала от «Форреста Гампа» 150 миллионов в национальном прокате.
Причиной успеха фильма среди зрителей критики называли его эмоциональную наполненность: фильм заставляет зрителя чувствовать, переживать, вызывает у него смех и слёзы. Это мнение разделяет и продюсер фильма Венди Финерман.

Детская невинность Форреста Гампа — это то, из чего мы все вышли. Это эмоциональное путешествие. Вы плачете и смеётесь. Фильм делает то, для чего и предназначено кино — позволяет вам почувствовать себя живым.
Оригинальный текст (англ.)The childlike innocence of Forrest Gump is what we all once had. It's an emotional journey. You laugh and cry. It does what movies are supposed to do: make you feel alive.
— Венди Финерман

### Темы
«Форрест Гамп» является взглядом на предыдущие примерно тридцать лет истории США. То, что проблемы Америки 1960—1980-х, включая, например, наркоманию и войну во Вьетнаме, показаны глазами простодушного Форреста, как будто снимает с американского общества вину за это — об этом говорят обозреватели журнала Time Ричард Корлисс, Жюли Грейс и Марта Смилджис в своей совместной рецензии на фильм. Тем не менее Форрест выделяется как персонаж в высшей степени сентиментальный в голливудском кинематографе, где важнейшие исторические и социальные проблемы зачастую становятся элементами сказки со счастливым концом.
По мнению Питера Треверса из Rolling Stone, в образе Форреста собраны лучшие национальные черты американцев — честность, храбрость и верность. Российский кинокритик Андрей Шемякин называет фильм «притчей об американском национальном характере на изломе его судьбы», а Рита Кемпли из Washington Post считает, что в «Форресте Гампе» показано разрушение этого национального характера.
Нетрудно заметить, что образ жизни Форреста очень консервативен, в то время как его любимая девушка Дженни олицетворяет собой контркультуру — участвует в антивоенных маршах, употребляет наркотики, ведёт беспорядочную половую жизнь. Дженни представляет собой «тень» Форреста. По мнению Роджера Эберта, её воссоединение с Форрестом Гампом в конце фильма — реализация мечты об объединении американского общества.
Другие обозреватели считают, что образ Гампа, уроженца консервативного юга США и сторонника традиционных ценностей, стал предвестником успеха Республиканской партии на выборах в Конгресс в 1994 году. Один из продюсеров фильма Стивен Тиш отрицал это, говоря, что фильм — об общечеловеческих ценностях.

Я не думаю, что фильм был катализатором для чего бы то ни было. Не думаю, что фильм — о консервативных или либеральных ценностях или даже американских ценностях. Он о ценностях общечеловеческих.
Оригинальный текст (англ.)I don't think the film was a catalyst for a trend of any kind. I don't think this film is about conservative or liberal values, or even American values. The film is about human values.
— Стивен Тиш
Критик Джеймс Берардинелли вспоминает более ранний фильм «Большой» (1988), в котором главную роль также сыграл Хэнкс. Там главный герой, двенадцатилетний подросток Джошуа, загадывает желание — поскорее вырасти, и на следующее утро просыпается в теле взрослого мужчины. Берардинелли пишет о том, что «Форрест Гамп» — своеобразное возвращение к этому фильму, так как Форрест остаётся ребёнком в душе, даже став взрослым мужчиной.

### Художественная ценность
Тодд Маккарти из журнала Variety одной из главных удач картины называл сценарий Эрика Рота. Фильм наполнен большим количеством отсылок к реалиям жизни США 1950-х — 1980-х годов, легко опознаваемым зрителями, которым на момент выхода фильма было 30 — 50 лет. Некоторая затянутость фильма (он идёт около двух с половиной часов) компенсируется, согласно тому же критику, юмором и остроумием. Главной неудачей сценария Маккарти называет любовную линию Форреста и Дженни, которых не связывает ничего, кроме дружбы в детстве. Дэвид Энсен (Newsweek) также называет любовную историю в фильме психологически недостоверной.
Режиссура Земекиса названа «мягкой». В «Форресте Гампе» режиссёру удалось проявить свою любовь к спецэффектам, при этом не жертвуя остальными компонентами фильма.
Многие критики отмечали игру Тома Хэнкса, исполнителя заглавной роли. Сравнивая его с другими голливудскими актёрами начала 1990-х годов, критик журнала Time Ричард Корлисс говорит о том, что Хэнкс выбивается из общего ряда кинозвёзд, играющих на экране в основном героев и спасителей мира. По мнению критика, Хэнкс, способный блестяще сыграть «простого человека», близок скорее к типажам Голливуда 1940-х годов, к Генри Фонде и Гэри Куперу. Роджер Эберт писал, что не может себе представить никого другого на месте Хэнкса: балансируя между грустным и смешным, он показывает захватывающую актёрскую игру.
Из актёров второго плана особенно были отмечены Гэри Синиз и Майкелти Уильямсон, а также Майкл Хамфрис, исполнитель роли Форреста в детстве. Что касается Робин Райт, то Тодд Маккарти писал о том, что в фильме ей практически нечего играть, так как изменения, происходящие с Дженни, обозначены только сменой её причёски и одежды. Эдвард Гутманн из газеты San Francisco Chronicle писал о том, что образ Дженни построен на кинематографических штампах и представляет собой скорее сценарный приём, а не реального персонажа; тем не менее критику понравилось исполнение этой роли Робин Райт.

Форрест Гамп пожимает руку президенту Джону Ф. Кеннеди. Актёр Том Хэнкс был вклеен в кадры кинохроники

Спецэффекты, позволившие поместить персонажа Хэнкса в кадры хроники рядом с историческими лицами, обеспечили эффект включения Форреста в историю. Эти эпизоды некоторыми критиками называются самыми запоминающимися в фильме. Из-за этого «Форрест Гамп» сравнивается с фильмом Вуди Аллена «Зелиг», где был применён тот же приём.
Оригинальная музыка была сочинена Аланом Сильвестри, но в саундтрек фильма также были включены песни, представляющие показанную эпоху. Наибольшим количеством композиций (шестью) представлена группа The Doors. Музыка в фильме позволяет лучше воссоздать эпоху, но, по мнению Джеймса Берардинелли, в саундтреке наблюдается некоторый переизбыток.
Критики также не обошли вниманием профессиональную работу оператора Дона Бёрджесса, художника-постановщика Рика Картера, художника по костюмам Джоанны Джонстон. Таким образом, фильм представляет собой отличный пример голливудского профессионализма.
В декабре 2011 года фильм, как «имеющий большое культурное, историческое или эстетическое значение», был включён в Национальный реестр фильмов США.

## Награды и номинации
Список наград и номинаций приведён в соответствии с данными IMDb.

### Награды
| Год  | Награда                                      | Номинация                                                                       | Награждённый                                                                   |
| ---- | -------------------------------------------- | ------------------------------------------------------------------------------- | ------------------------------------------------------------------------------ |
| 1995 | «Оскар»                                      | Лучший фильм                                                                    | Венди Финерман, Стив Старки, Стив Тиш                                          |
| 1995 | «Оскар»                                      | Лучшая режиссура                                                                | Роберт Земекис                                                                 |
| 1995 | «Оскар»                                      | Лучшая мужская роль                                                             | Том Хэнкс                                                                      |
| 1995 | «Оскар»                                      | Лучший адаптированный сценарий                                                  | Эрик Рот                                                                       |
| 1995 | «Оскар»                                      | Лучший монтаж                                                                   | Артур Шмидт                                                                    |
| 1995 | «Оскар»                                      | Лучшие визуальные эффекты                                                       | Кен Ралстон, Джордж Мёрфи, Стивен Розенбаум, Аллен Холл                        |
| 1995 | «Сатурн»                                     | Лучший фильм-фэнтези                                                            |                                                                                |
| 1995 | «Сатурн»                                     | Лучшая мужская роль второго плана                                               | Гэри Синиз                                                                     |
| 1995 | «Аманда»                                     | Лучший иностранный фильм                                                        | Роберт Земекис                                                                 |
| 1995 | Премия Американского общества киномонтажёров | Лучший монтаж в полнометражном фильме                                           | Артур Шмидт                                                                    |
| 1995 | Премия «American Comedy»                     | Самый смешной актёр в главной роли                                              | Том Хэнкс                                                                      |
| 1995 | Премия «BAFTA»                               | Выдающееся достижение в спецэффектах                                            | Кен Ралстон, Джордж Мёрфи, Стивен Розенбаум, Дуг Чанг, Аллен Холл              |
| 1995 | Премия Ассоциации кинокритиков Чикаго        | Лучший актёр                                                                    | Том Хэнкс                                                                      |
| 1995 | Премия Гильдии режиссёров США                | Лучшее достижение в кинорежиссуре                                               | Роберт Земекис, Чарльз Ньюирт, Брюс Мориарти, Чериланн Мартин, Дана Кузнецкофф |
| 1995 | «Золотой глобус»                             | Лучший фильм — драма                                                            |                                                                                |
| 1995 | «Золотой глобус»                             | Лучший режиссёр                                                                 | Роберт Земекис                                                                 |
| 1995 | «Золотой глобус»                             | Лучшая мужская роль — драма                                                     | Том Хэнкс                                                                      |
| 1995 | Кинофестиваль Хартленд: «Хрустальное сердце» |                                                                                 | Уинстон Грум                                                                   |
| 1995 | Премия Общества звукорежиссёров кино США     | Лучший монтаж звука                                                             |                                                                                |
| 1995 | Премия Американской гильдии продюсеров       | Продюсер года                                                                   | Венди Финерман, Стив Тиш, Стив Старки, Чарльз Ньюирт                           |
| 1995 | «Выбор народа»                               | Лучший фильм                                                                    |                                                                                |
| 1995 | «Выбор народа»                               | Лучшая драма                                                                    |                                                                                |
| 1995 | Премия Гильдии киноактёров США               | Мужская роль                                                                    | Том Хэнкс                                                                      |
| 1995 | Премия Гильдии сценаристов США               | Лучший адаптированный сценарий                                                  | Эрик Рот                                                                       |
| 1995 | «Молодой актёр»                              | Лучшая актёрская игра в полнометражном игровом фильме — актёры 10 лет и младше  | Хейли Джоэл Осмент                                                             |
| 1995 | «Молодой актёр»                              | Лучшая актёрская игра в полнометражном игровом фильме — актрисы 10 лет и младше | Ханна Холл                                                                     |

### Номинации
| Год  | Награда                                           | Номинация                                                                  | Номинант                                                  |
| ---- | ------------------------------------------------- | -------------------------------------------------------------------------- | --------------------------------------------------------- |
| 1995 | «Оскар»                                           | Лучшая мужская роль второго плана                                          | Гэри Синиз                                                |
| 1995 | «Оскар»                                           | Лучшая работа художника-постановщика                                       | Рик Картер, Нэнси Хэй                                     |
| 1995 | «Оскар»                                           | Лучшая операторская работа                                                 | Дон Бёрджесс                                              |
| 1995 | «Оскар»                                           | Лучший грим                                                                | Дэниел Стрипик, Хэлли Дамор                               |
| 1995 | «Оскар»                                           | Лучшая музыка                                                              | Алан Сильвестри                                           |
| 1995 | «Оскар»                                           | Лучший звук                                                                | Рэнди Том, Том Джонсон, Деннис С. Сандс, Уильям Б. Каплан |
| 1995 | «Оскар»                                           | Лучший звуковой монтаж                                                     | Глория С. Бордерс, Рэнди Том                              |
| 1995 | «Сатурн»                                          | Лучший актёр в кино                                                        | Том Хэнкс                                                 |
| 1995 | «Сатурн»                                          | Лучшая музыка                                                              | Алан Сильвестри                                           |
| 1995 | «Сатурн»                                          | Лучшие спецэффекты                                                         | Кен Ралстон                                               |
| 1995 | «Сатурн»                                          | Лучший сценарий                                                            | Эрик Рот                                                  |
| 1995 | Премия Американского общества кинооператоров      | Лучший монтаж в полнометражном фильме                                      | Артур Шмидт                                               |
| 1995 | Премия «BAFTA»                                    | Лучший фильм                                                               | Венди Финерман, Стив Тиш, Стив Старки, Роберт Земекис     |
| 1995 | Премия «BAFTA»                                    | Лучшая мужская роль                                                        | Том Хэнкс                                                 |
| 1995 | Премия «BAFTA»                                    | Лучшая женская роль второго плана                                          | Салли Филд                                                |
| 1995 | Премия «BAFTA»                                    | Лучшая операторская работа                                                 | Дон Бёрджесс                                              |
| 1995 | Премия «BAFTA»                                    | Приз Дэвида Лина за режиссуру                                              | Роберт Земекис                                            |
| 1995 | Премия «BAFTA»                                    | Лучший монтаж                                                              | Артур Шмидт                                               |
| 1995 | Премия «BAFTA»                                    | Лучший адаптированный сценарий                                             | Эрик Рот                                                  |
| 1995 | Премия Американского общества режиссёров кастинга | Лучший кастинг в полнометражной драме                                      | Эллен Льюис                                               |
| 1995 | «Золотой глобус»                                  | Лучшая мужская роль второго плана                                          | Гэри Синиз                                                |
| 1995 | «Золотой глобус»                                  | Лучшая женская роль второго плана                                          | Робин Райт Пенн                                           |
| 1995 | «Золотой глобус»                                  | Лучшая музыка                                                              | Алан Сильвестри                                           |
| 1995 | «Золотой глобус»                                  | Лучший сценарий                                                            | Эрик Рот                                                  |
| 1995 | Премия «MTV Movie Awards»                         | Лучший фильм                                                               |                                                           |
| 1995 | Премия «MTV Movie Awards»                         | Лучшая мужская роль                                                        | Том Хэнкс                                                 |
| 1995 | Премия «MTV Movie Awards»                         | Прорыв года                                                                | Майкелти Уильямсон                                        |
| 1995 | Премия Национального совета кинокритиков США      | Лучший фильм                                                               |                                                           |
| 1995 | Премия Национального совета кинокритиков США      | Лучшая мужская роль                                                        | Том Хэнкс                                                 |
| 1995 | Премия Национального совета кинокритиков США      | Лучшая мужская роль второго плана                                          | Гэри Синиз                                                |
| 1995 | Премия Гильдии киноактёров США                    | Мужская роль второго плана                                                 | Гэри Синиз                                                |
| 1995 | Премия Гильдии киноактёров США                    | Женская роль второго плана                                                 | Салли Филд и Робин Райт Пенн                              |
| 1995 | «Молодой актёр»                                   | Лучшая актёрская игра в роли второго плана в полнометражном игровом фильме | Майкл Коннер Хамфрис                                      |

## Влияние на массовую культуру
Некоторые фразы из фильма стали крылатыми. Наиболее известны из них следующие две:
Моя мама всегда говорила: «Жизнь как коробка шоколадных конфет: никогда не знаешь, что тебе попадётся».
My momma always said, "Life was like a box of chocolates. You never know what you're gonna get."Форрест Гамп
Моя мама говорит: «Дурак дураку рознь».
My momma says, "Stupid is as stupid does" (дословно: "Человек глуп настолько, насколько глупо он поступает.")Форрест Гамп
Обе фразы, которые, по словам Форреста, часто произносила его мать, неоднократно повторяются в фильме. Афоризм «Жизнь как коробка шоколадных конфет: никогда не знаешь, какая начинка тебе попадётся» широко известен: он занял сороковое место в списке ста наиболее известных цитат американского кино по версии Американского института киноискусства, шестое в списке, составленном авторами книги «The Guinness Book of Film».
Беги, Форрест, беги!
Run, Forrest! Run!Дженни Каррен
Фраза, которую два раза за фильм произносит Дженни, когда Форрест убегает от хулиганов (первый раз — ещё в начальной школе, второй — незадолго до получения аттестата). Цитата используется в фильмах «Бойцовский клуб» (1999), «Всё или ничего» (2005), «Не шутите с Зоханом» (2008); в сериале «Побег» (2005), когда Патошик отпускает пса; в сериале «Друзья» (1995), когда Фиби спасает обезьянку Росса; в игре Far Cry 3 (2011), когда Ваас отпускает Джейсона в джунгли, чтобы дать ему форы перед охотой.
К числу часто цитируемых относится кадр с летящим по воздуху пером, повторяющийся в начале и в конце фильма. Кадры из «Форреста Гампа», в том числе и с летящим пером, были использованы в заставке документального телефильма «Намедни. Наша эра» Леонида Парфёнова. Сам Земекис цитирует кадр с пером в своём позднем фильме «Полярный экспресс» (2004).
Название компании Форреста и Баббы «Bubba Gump Shrimp Company» вскоре после выхода фильма стало именем для ресторана, специализирующегося на морепродуктах, открывшегося в Монтерее, штат Калифорния. Впоследствии «Bubba Gump Shrimp Company» стала сетью таких ресторанов. В настоящий момент в мире работает 31, 22 из которых находятся в США.
Фильм не раз выступал и как объект пародии. Один из примеров — эпизод «Симпсонов» «Gump Roast», начало которого пародирует начало «Форреста Гампа».
По результатам опроса на сайте myfilms.com цитата «Жизнь — она как коробка конфет» (англ. «Life is like a box of chocolates») заняла пятое место в списке самых любимых реплик кинозрителей. В голосовании приняли участие более 2000 посетителей сайта.

### Ремейк
В 2019 году был снят индийский ремейк под названием Laal Singh Chaddha, режиссёр Адваит Чандан, однако из-за пандемии коронавируса релиз фильма состоялся только в 2022 году.

## Саундтрек
Саундтрек из 32 песен был выпущен 6 июля 1994 года. Он включает в себя песни Боба Дилана, Элвиса Пресли, Creedence Clearwater Revival, Ареты Франклин, Lynyrd Skynyrd, Three Dog Night, The Byrds, The Beach Boys, Джими Хендрикса, The Doors, The Mamas & the Papas, The Doobie Brothers, Simon & Garfunkel и другие. Музыкальный продюсер Джоэл Силл размышлял над составлением саундтрека: 
Мы хотели иметь очень узнаваемый материал, который точно определял бы временные периоды, но мы не хотели вмешиваться в то, что происходило кинематографически.
Саундтрек занял 2-е место в альбомном чарте Billboard 200. Он разошёлся тиражом в 12 миллионов экземпляров и является одним из самых продаваемых альбомов в США. Партитура фильма, написанная Аланом Сильвестри, была номинирована на премию Оскар и выпущена 2 августа 1994 года.